# Уманский хлебокомбинат
Уманский хлебокомбинат — предприятие в городе Умань Черкасской области Украины.

## История
Хлебокомбинат был построен в ходе индустриализации 1930-х годов и введён в эксплуатацию в 1935 году.
В ходе Великой Отечественной войны 21 июля 1941 года начались бои на подступах к городу, а с 1 августа 1941 года до 10 марта 1944 года город был оккупирован немецкими войсками. В период оккупации промышленные предприятия (в том числе, хлебокомбинат) серьёзно пострадали, но в дальнейшем были восстановлены и возобновили работу.
В 1983 году комбинат вошёл в состав Черкасского областного производственного объединения хлебопекарной промышленности.
В целом, в советское время хлебокомбинат входил в число ведущих предприятий города.
После провозглашения независимости Украины комбинат перешёл в ведение государственного комитета пищевой промышленности Украины.
В июле 1995 года Кабинет министров Украины утвердил решение о приватизации комбината. В дальнейшем, в 1998 году государственное предприятие было приватизировано и преобразовано в открытое акционерное общество.
Позднее предприятие было реорганизовано в общество с ограниченной ответственностью.

## Деятельность
Предприятие производит формовой хлеб, хлебобулочные и кондитерские изделия.